# Anita Sajnóg
Anita Maroszek dawniej Sajnóg.  (ur. 9 stycznia 1976 w Katowicach) – polska piosenkarka oraz aktorka teatralna i dubbingowa.

## Kariera
Początkowo kilka lat pracowała w teatrze dla dzieci. Do 2008 występowała jako wokalistka grupy Sami, grając tam również na instrumentach klawiszowych. Powróciła do składu w 2011. Od 2006 tworzy również własny projekt muzyczny jako Pilár. 

## Dyskografia
Albumy z Sami
- Sami (2000)
- Dla reszty świata (2002)
- Ławka, koło, miłość i... (2010)

Albumy z Pilár
- Nasze poddasze (2014)
- Skrzydła (2020)

## Polski dubbing

### Seriale
- 2021: Pinokio i przyjaciele –
  - Pinokio,
  - Wróżka (odc. 2),
  - Freeda (odc. 3-4, 7, 11),
  - Syrena (odc. 9)
- 2009: Jimmy Cool –
  - Heloiza,
  - Saffi
- 2009: Zeke i Luther –
  - Ginger,
  - Olivia Masterson
- 2008: Monster Buster Club – Cathy
- 2008: Iron Man: Armored Adventures – Whitney Stane
- 2007: Rajdek – mała wyścigówka – (druga wersja dubbingu)
- Marta,
- Sisi,
- Brydzia,
- Mama Mia,
- Krystyna,
- Mama Krzycha,
- 2007: Iggy Arbuckle –
  - Zoop,
  - Robert
- 2006: Szkoła Shuriken –
  - Ami Seki,
  - Naginata
- 2006: Wendy Wu
- 2005: W.I.T.C.H. Czarodziejki –
  - Cornelia,
  - Hay Lin
- 2004-2006: Mroczna przepowiednia –
  - Mary,
  - Simone,
  - Kathleen (odc. 4-5, 7, 9),
  - jedna z modelek (odc. 5),
  - jedna z Alter fanek Violet (odc. 9),
  - pani Travesty (odc. 10),
  - Rita (odc. 12),
  - szkolna kucharka (odc. 12),
  - kobieta na zjeździe (odc. 13),
  - pani LaFlamme (odc. 14, 16, 20)
- 2004: Rodzina Tofu – Chichi
- 2003: Król szamanów –
  - Jun,
  - Tamara,
  - Jeanne
- 2003: Sonic X –
  - Decoe,
  - Rouge,
  - Helen,
  - Frances,
  - Cosmo,
  - różne głosy
- 2002-2006: Dziwne przypadki w Blake Holsey High –
  - Josie Trent,
  - Klon Josie,
  - uczennice (odc. 2, 5-10, 12-14, 16-17, 19-21, 24, 31, 33),
  - Corrine Baxter (jedna scena – błąd dubbingu, odc. 5, 28),
  - jedna z kandydatek na wokalistkę zespołu Magnet 360 (odc. 23),
  - Josie Trent (lustrzany wymiar) (odc. 23),
  - uczennice z lustrzanego wymiaru (odc. 23),
  - Tyler w postaci Josie (odc. 31),
  - Kristie Edwards (fragment – błąd dubbingu, odc. 36)
- 2002: MegaMan NT Warrior –
  - Maylu,
  - Anetta
- 2001–2007: Odlotowe agentki –
  - Sam,
  - różne głosy
- 2000: Pucca
- 2000-2002: Wunschpunsch –
  - Kelly Cosey,
  - lwica Leo,
  - sobowtór Kelly Cosey (odc. 2),
  - lalka (odc. 3),
  - zdziecinniała policjantka (odc. 4),
  - ludzie zmienieni w dzieci (odc. 4),
  - właścicielka kota Przytulaska (odc. 6),
  - recepcjonistka w galerii sztuki (odc. 6),
  - tłum ludzi (odc. 18, 20, 38-39, 46, 50, 52),
  - ciemnoskóry chłopiec (odc. 20, 23),
  - rudowłosa kobieta chcąca kurczaka na obiad (odc. 21),
  - brązowowłosa kobieta malująca dom farbami w sprayu (odc. 21),
  - blondwłosa kobieta chcąca hot doga (odc. 21),
  - blondwłosa kobieta opowiadająca o wizycie u fryzjera (odc. 21),
  - czerwonowłosa kobieta narzekająca na fontannę (odc. 21),
  - czerwonowłosy dzieciak (odc. 22),
  - wnuk starego mężczyzny (odc. 23),
  - brązowowłosy chłopiec (odc. 23),
  - kobieta odmawiająca lodów (odc. 23),
  - dziewczynki (odc. 30, 37),
  - czarnowłosa dziewczynka (odc. 37),
  - Piotruś (odc. 37),
  - kobiety stojące w kolejce do fryzjera (odc. 37),
  - rudowłosa kobieta z dzieckiem (odc. 37),
  - jedna z kobiet jadących kolejką z samolotami (odc. 37),
  - dzieci (odc. 37, 46, 50),
  - turyści (odc. 38),
  - wściekły tłum kobiet (odc. 41, 52),
  - czerwonowłosa księżniczka (odc. 42),
  - jedna z przyjaciółek Kelly Cosey (odc. 44),
  - kobieta, której źle ostrzyżono włosy (odc. 49),
  - aktorka w filmie (odc. 52),
  - kobiety rzucające ciastami w karawan Zarazka (odc. 52),
  - kobiety w salonie fryzjerskim (odc. 52),
  - pani Robalowa – żona Robala (jedna scena w odc. 52),
  - kobiety atakujące Zaklęty Dwór (odc. 52),
  - kotka o pomarańczowej sierści (odc. 52)
- 2000-2001: Wyścigi NASCAR – Megan „Spitfire” Fassler
- 1999: Jerry i paczka –
  - Thomas,
  - Mimi
- 1989: Nowy Testament (The Miracles of Jesus)
- Magiczny klucz
- Prosiaczek Cienki – Cienki
- Hoobland – Tula